# Resson (rivière)
Pour les articles homonymes, voir Resson.
Le Resson est une rivière française qui coule dans les départements de l'Aube et de Seine-et-Marne, dans les deux régions Grand Est et Île-de-France. C'est un affluent droit direct de la Seine.

## Géographie
Il prend sa source à La Saulsotte au lieu-dit la Douée source, à 128 m d'altitude.
Il coule globalement du nord-est vers le sud-ouest et s'appelle aussi la Vieille Seine.
Le Resson conflue en rive droite dans la Seine au Mériot, à 60 m d'altitude. La longueur de son cours d'eau est de 23,7 km.

### Communes et cantons traversés
Le Resson traverse les neuf communes suivantes, de l'amont vers l'aval, sur deux cantons, de La Saulsotte, Saint-Nicolas-la-Chapelle, Le Mériot, La Motte-Tilly, Melz-sur-Seine, Courceroy, Hermé, Villiers-sur-Seine, Noyen-sur-Seine (confluence). 
Soit en termes de cantons, le Resson prend source dans le canton de Nogent-sur-Seine, conflue dans le canton de Provins, le tout dans les arrondissements de Nogent-sur-Seine et de Provins.

### Bassin versant
Le Resson traverse une seule zone hydrographique 'Le Resson de sa source au confluent de la Seine (exclu)' (F215) de 47km2 de superficie. Ce bassin versant est constitué à 64,17 % de « territoires agricoles », à 29,61 % de « forêts et milieux semi-natyrels », à 4,14 |% de « territoires artificialisés », à 1,69 % de « surfaces en eau ». 

## Affluents
Le Resson a trois tronçons affluents référencés : 
- le Réveillon (rg), 5,5 km sur les deux communes de Montpothier (source) à 160 m d'altitude, près du lieu-dit Argensole, et La Saulsotte (confluence).
- le bras du Resson sur la seule commune de La Saulsotte, de 0,6 km, donc à la fois affluent et défluent.
- le Ru (rg), 6,5 km sur les deux communes de Chalautre-la-Grande (source), et Saint-Nicolas-la-Chapelle (confluence).

Donc le rang de Strahler est de deux.